# Tommaso
Tommaso és una pel·lícula dramàtica de coproducció internacional de 2019, escrita i dirigida per Abel Ferrara. La protagonitza Willem Dafoe. Es va estrenar al Festival de Cinema de Cannes el 20 de maig de 2019. Va ser estrenada als cinemes catalans el 25 de setembre de 2020.
Ha estat subtitulada al català.

## Sinopsi
Aquesta és la història d'un artista estatunidenc que viu a Roma, envoltat de drama, dubte i desconnexió amb la seva esposa europea jove i la seva filla de tres anys.

## Repartiment
- Willem Dafoe as Tommaso
- Cristina Chiriac as Nikki
- Anna Ferrara as Deedee
- Stella Mastrantonio
- Alessandro Prato

## Premis
- 2019. Lisbon Film Festival (LEFFEST): Nominada a Best Film (millor pel·lícula).
- 2019. Seville European Film Festival: Nominada a Best Film (millor pel·lícula).
- 2019. Film Festival Cologne: Guanyadora.
- 2020. Azeméis Film Festival: Nominada a Best Film (millor pel·lícula).
- 2021. Días de Cine Awards: Willem Dafoe nominat a Best Foreign Actor (Millor actor estranger).
- 2021. New York Film Critics, Online: Guanyadora Top Films of the Year (Les millors pel·lícules de l'any).[4]